# Kik Pierie
Kik Pierie (Boston, 2000. július 20.) holland válogatott labdarúgó, az Excelsior játékosa. Édesapja, Jean-Pierre Pierie volt gyeplabda játékos.

## Pályafutása

### Klubcsapatokban

#### SC Heerenveen
A LAC Frisia 1883 és a Heerenveen korosztályos csapataiban nevelkedett, utóbbiban lett profi játékos.
2017. május 17-én az FC Utrecht elleni Európa-liga rájátszásban mutatkozott be. Augusztus 26-án mutatkozott be az első csapatban az ADO Den Haag elleni bajnoki találkozón, kezdőként. 2018. augusztus 26-án megszerezte első gólját a bajnokságban a Feyenoord elleni mérkőzésen. 2019 áprilisábvan jelentette be az Ajax, hogy nyáron csatlakozik a klubhoz, ötéves szerződést írt alá.

#### AFC Ajax
Az Ajax első keretében csak a kispadon kapott lehetőséget a 2019–2020-as szezonban. Augusztus 9-én mutatkozott be a Jong Ajax csapatában a TOP Oss együttese ellen.

#### Twente
2020. július 16-án jelentették be, hogy egy évre szóló kölcsönszerződést kötött az Ajax és a Twente csapata. 2021. május 21-én újabb egy évre kölcsönbe maradt.

#### Excelsior
2023. január 1-jén csatlakozott kölcsönben az Excelsior csapatához. Izomsérülése miatt csak április 8-án mutatkozott be a PSV Eindhoven elleni bajnoki találkozón. Július 11-én kétéves szerződést írt alá az Excelsiorral.

### A válogatottban
Részt vett a 2017-es U17-es labdarúgó-Európa-bajnokságon, melyet Horvátországban rendeztek meg és a negyeddöntőkig jutottak.

## Statisztika
2023 május 28-i állapotnak megfelelően.
| Klub             | Szezon           | Bajnokság        | Bajnokság | Bajnokság | Kupa     | Kupa  | Nemzetközi | Nemzetközi | Egyéb    | Egyéb | Összesen | Összesen |
| Klub             | Szezon           | Bajnokság        | Mérkőzés  | Gólok     | Mérkőzés | Gólok | Mérkőzés   | Gólok      | Mérkőzés | Gólok | Mérkőzés | Gólok    |
| ---------------- | ---------------- | ---------------- | --------- | --------- | -------- | ----- | ---------- | ---------- | -------- | ----- | -------- | -------- |
| Heerenveen       | 2016–17          | Eredivisie       | 0         | 0         | 0        | 0     | 0          | 0          | 2        | 0     | 2        | 0        |
| Heerenveen       | 2017–18          | Eredivisie       | 31        | 0         | 1        | 0     | 0          | 0          | 2        | 0     | 34       | 0        |
| Heerenveen       | 2018–19          | Eredivisie       | 31        | 2         | 4        | 0     | 0          | 0          | 0        | 0     | 35       | 2        |
| Összesen         | Összesen         | Összesen         | 62        | 2         | 5        | 0     | 0          | 0          | 4        | 0     | 71       | 2        |
| Ajax             | 2019–20          | Eredivisie       | 0         | 0         | 0        | 0     | 0          | 0          | 0        | 0     | 0        | 0        |
| Összesen         | Összesen         | Összesen         | 0         | 0         | 0        | 0     | 0          | 0          | 0        | 0     | 0        | 0        |
| Jong Ajax        | 2019–20          | Eerste Divisie   | 22        | 1         | 0        | 0     | 0          | 0          | 0        | 0     | 22       | 1        |
| Jong Ajax        | 2022–23          | Eerste Divisie   | 15        | 1         | 0        | 0     | 0          | 0          | 0        | 0     | 15       | 1        |
| Összesen         | Összesen         | Összesen         | 37        | 2         | 0        | 0     | 0          | 0          | 0        | 0     | 37       | 2        |
| Twente           | 2020–21          | Eredivisie       | 24        | 0         | 0        | 0     | 0          | 0          | 0        | 0     | 24       | 0        |
| Twente           | 2021–22          | Eredivisie       | 3         | 0         | 0        | 0     | 0          | 0          | 0        | 0     | 3        | 0        |
| Összesen         | Összesen         | Összesen         | 27        | 0         | 0        | 0     | 0          | 0          | 0        | 0     | 27       | 0        |
| Excelsior        | 2022–23          | Eredivisie       | 7         | 1         | 0        | 0     | 0          | 0          | 0        | 0     | 7        | 1        |
| Összesen         | Összesen         | Összesen         | 7         | 1         | 0        | 0     | 0          | 0          | 0        | 0     | 7        | 1        |
| Karrier összesen | Karrier összesen | Karrier összesen | 133       | 5         | 5        | 0     | 0          | 0          | 4        | 0     | 142      | 5        |